# Comuna de Szelków
Szelków (polaco: Gmina Szelków) é uma gminy (comuna) na Polónia, na voivodia de Mazóvia e no condado de Makowski. A sede do condado é a cidade de 1999.
De acordo com os censos de 2004, a comuna tem 3697 habitantes, com uma densidade 32,7 hab/km².

## Área
Estende-se por uma área de 112,93 km², incluindo:
- área agrícola: 70%
- área florestal: 23%

## Demografia
Dados de 30 de Junho 2004:
|                      | Total   | Total | Mulheres | Mulheres | Homens  | Homens |
| -------------------- | ------- | ----- | -------- | -------- | ------- | ------ |
|                      | pessoas | %     | pessoas  | %        | pessoas | %      |
| População            | 3697    | 100   | 1847     | 50       | 1850    | 50     |
| Densidade (pop./km²) | 32,7    | 100   | 16,4     | 16,4     | 16,4    | 16,4   |

De acordo com dados de 2002, o rendimento médio per capita ascendia a 1021,52 zł.

## Comunas vizinhas
- Czerwonka, Karniewo, Maków Mazowiecki, Obryte, Pułtusk, Rzewnie